# Voleibol de praia nos Jogos Insulares de 2019
Nos Jogos Insulares de 2019, O Vôlei de Praia será realizado entre os dias 7 e 11 de julho no Nuffield Pool (Open Area), em Gibraltar. 

## Resultados[2]
| Evento    | Ouro                                    | Prata                                     | Bronze                                           |
| --------- | --------------------------------------- | ----------------------------------------- | ------------------------------------------------ |
| Masculino | Åland Aldis Jaundzeikars Verneri Vetriö | Gotland Finn Alden-Joyce Hannes Brinkborg | Saaremaa Helar Jalg Siim Põlluäär                |
| Feminino  | Gotland Sofia Uddin Sofia Wahlén        | Minorca Vanesa Bravo Magda Severa         | Ilhas Cayman Stefania Gandolfi Jessica Wolfenden |